# 大藤信郎賞
大藤信郎賞（おおふじのぶろうしょう）は、「毎日映画コンクール」において、日本のアニメーションの先駆者である大藤信郎を称え、1962年に創設された賞。略して「大藤賞」とも呼ばれる。
日本のアニメーション映画賞としては最も長い歴史を持つ映画賞であり、虫プロ作品や東映アニメーションの受賞作から、現代アニメーションの作家までの幅広い受賞者をもつ。
1961年に大藤信郎が死去。大藤の唯一の遺族である姉が毎日映画コンクールへ遺産を寄託して、これを基金として開始された。選定委員による討議と多数決により、アニメーション映画の製作領域で、その年度内に特に成果をあげたと思われる個人またはグループに贈られる。1989年度より、毎日映画コンクール内に大藤賞とは別に、アニメーション映画賞が設けられた。ノミネーションは両賞で共通に長編、短編の区別なくおこなわれるものの、アニメーション映画賞は主に長編を、本賞については主に「実験的な作品」を対象としており、棲み分けがなされていた。また両賞の選考はまずアニメーション映画賞の受賞作決定後、大藤信郎賞の受賞作を決定していた。しかし、第79回（2024年度）からアニメーション映画賞が廃止されて、アニメーション関連の表彰は再び本賞に一本化された。
最多受賞は岡本忠成（エコー社）であり、同じくエコー社の川本喜八郎の代表作も多く受賞している。アニメーション映画賞と本賞両方の受賞歴がある監督としては宮崎駿、高畑勲、北久保弘之、今敏がいる。短篇の受賞作やスタッフインタビューなどは、『大藤信郎賞: 毎日映画コンクール : 受賞短編アニメーション全集』で見ることができる。

## 受賞作リスト
- 1962年度 『ある街角の物語』の手塚治虫
- 1963年度 『わんぱく王子の大蛇退治』の芹川有吾ら東映動画スタッフ
- 1964年度 『殺人 MURDER』の和田誠
- 1965年度 久里洋二、『ふしぎなくすり』の村治夫と岡本忠成をはじめとする電通映画制作グループ
- 1966年度 『展覧会の絵』の手塚治虫
- 1967年度 『二匹のサンマ』「部屋」の久里洋二
- 1968年度 『みにくいあひるのこ』の学習研究社
- 1969年度 『やさしいライオン』の虫プロダクション
- 1970年度 『花ともぐら』『ホーム・マイホーム』の岡本忠成とその制作グループ、大藤賞委員会特別賞に日本動画株式会社
- 1971年度 『てんまのとらやん』のビデオ東京
- 1972年度 『鬼』の川本喜八郎
- 1973年度 『南一病息災』のエコー
- 1974年度 『詩人の生涯』の川本喜八郎
- 1975年度 『水のたね』の岡本忠成
- 1976年度 『道成寺』の川本喜八郎
- 1977年度 『虹に向かって』の岡本忠成
- 1978年度 該当作なし
- 1979年度 『ルパン三世 カリオストロの城』の東京ムービー新社
- 1980年度 『スピード』の古川タク
- 1981年度 『セロ弾きのゴーシュ』のOH!プロダクション
- 1982年度 『おこんじょうるり』の岡本忠成、桜映画社とエコー
- 1983年度 『はだしのゲン』のゲンプロダクション
- 1984年度 『風の谷のナウシカ』の徳間書店と博報堂
- 1985年度 『銀河鉄道の夜』の朝日新聞社、テレビ朝日、日本ヘラルド映画グループ
- 1986年度 『天空の城ラピュタ』の宮崎駿と制作スタッフ、徳間書店
- 1987年度 『森の伝説』の手塚プロダクション
- 1988年度 『となりのトトロ』におけるアニメーション作家としての宮崎駿のオリジナリティに対して
- 1989年度 該当作なし
- 1990年度 『いばら姫、またはねむり姫』の川本喜八郎
- 1991年度 『注文の多い料理店』の岡本忠成（岡本の死去により、川本喜八郎が引継ぎ完成）
- 1992年度 該当作なし
- 1993年度 『銀河の魚』のたむらしげる
- 1994年度 該当作なし
- 1995年度 『MEMORIES』における大友克洋の総指揮に対して
- 1996年度 『るすばん』のN&Gプロダクション
- 1997年度 該当作なし
- 1998年度 『水の精・河童百図』の白組
- 1999年度 『老人と海』のアレクサンドル・ペトロフと技術スタッフ
- 2000年度 『BLOOD THE LAST VAMPIRE』
- 2001年度 『くじらとり』のスタジオジブリ
- 2002年度 『千年女優』の今敏
- 2003年度 『冬の日』 - 川本喜八郎の企画及び総合演出
- 2004年度 『マインド・ゲーム』
- 2005年度 『tough guy!2005』の岸本真太郎
- 2006年度 『鉄コン筋クリート』
- 2007年度 『カフカ 田舎医者』の山村浩二
- 2008年度 『崖の上のポニョ』における宮崎駿の独創的表現に対して
- 2009年度 『電信柱エレミの恋』中田秀人監督作品、立体アニメ表現の完成度に対して
- 2010年度 該当作なし
- 2011年度 『663114』の平林勇
- 2012年度 『火要鎮』
- 2013年度 『海に落ちた月の話』
- 2014年度 『澱みの騒ぎ』
- 2015年度 『水準原点』
- 2016年度 『この世界の片隅に』
- 2017年度 『夜明け告げるルーのうた』
- 2018年度 『リズと青い鳥』[8]
- 2019年度 『ある日本の絵描き少年』[9]
- 2020年度 『音楽』[10]
- 2021年度 『プックラポッタと森の時間』[11]
- 2022年度 『犬王』[12]
- 2023年度 『君たちはどう生きるか』[13]
- 2024年度 『私は、私と、私が、私を、』[5]